# Miroslav Zelinka (rozhodčí)
Miroslav Zelinka (* 23. února 1981) je český fotbalový rozhodčí a bývalý fotbalista .

## Fotbalista a hráč
S fotbalem začal v pěti letech. V roce 1986 odehrál 4 zápasy za reprezentaci do 16 let. V šestnácti letech si poranil klíční kost a s fotbalem jako hráč skončil.
Ale ve fotbalu pokračoval jako trenér dětského fotbalového týmu (SK Šlapanice) ve Šlapanicích u Brna (do roku 2022).

## Rozhodčí

### 1. česká liga
V české lize debutoval 28. února 2009 v utkání Tescomy Zlín proti Kladnu.
| Sezona  | Zápasy |        |       | Vyloučení | Vyloučení | pen.   | pen.  |
| Sezona  | Zápasy | Celkem | /záp. | Celkem    | /záp.     | Celkem | /záp. |
| ------- | ------ | ------ | ----- | --------- | --------- | ------ | ----- |
| 2008/09 | 4      | 18     | 4,50  | 0         | 0         | 0      | 0     |
| 2009/10 | 10     | 44     | 4,40  | 1         | 0,10      | 0      | 0     |
| 2010/11 | 17     | 82     | 4,82  | 4         | 0,24      | 2      | 0,12  |
| 2011/12 | 13     | 67     | 5,15  | 4         | 0,31      | 2      | 0,15  |
| 2012/13 | 17     | 95     | 5,59  | 4         | 0,24      | 2      | 0,12  |
| 2013/14 | 20     | 90     | 4,50  | 4         | 0,20      | 6      | 0,30  |
| 2014/15 | 16     | 72     | 4,50  | 3         | 0,19      | 3      | 0,19  |
| 2015/16 | 20     | 95     | 4,75  | 2         | 0,10      | 3      | 0,15  |
| 2016/17 | 21     | 78     | 3,71  | 2         | 0,10      | 2      | 0,10  |
| 2017/18 | 18     | 77     | 4,28  | 8         | 0,45      | 1      | 0,06  |
| 2018/19 | 18     | 65     | 3,61  | 3         | 0,17      | 7      | 0,39  |
| 2019/20 | 25     | 100    | 4,00  | 2         | 0,08      | 5      | 0,20  |
| Celkem  | 199    | 883    | 4,44  | 37        | 0,19      | 33     | 0,17  |

### Zahraniční soutěže
Zelinka v roce 2012 řídil jedno utkání nejvyšší rumunské ligy a v roce 2019, resp. 2020 vedl celkem 2 utkání v saúdskoarabské Saudi Professional League.
| Datum       | Liga              | Sezona  | Kolo | Týmy                                     |
| ----------- | ----------------- | ------- | ---- | ---------------------------------------- |
| 29. 4. 2012 | 1. rumunská       | 2011/12 | 28.  | FC Rapid București – FC Steaua București |
| 12. 4. 2019 | 1. saúdskoarabská | 2018/19 | 27.  | At-Taawoun FC – Al Qadisiyah FC          |
| 30. 1. 2020 | 1. saúdskoarabská | 2019/20 | 16.  | Damac FC – Al-Nassr FC                   |